# Сиссэль (персонаж)
Сиссэль (яп. シセル Сисэру) — вымышленный персонаж и главный герой видеоигры Ghost Trick: Phantom Detective для Nintendo DS. Начав как призрак с амнезией, он должен выяснить, что стало причиной его смерти до того, как наступит рассвет и его душа растворится навсегда, исключительно с помощью своей способности перемещать объекты, подобной полтергейсту. Хорошо оценён критиками за проработку и интересность как персонажа.

## Появления
Первое появление Сиссэля было в видеоигре Ghost Trick: Phantom Detective, где он — призрак с амнезией, пытающийся восстановить свои воспоминания. Первоначально он видит женщину, которую убийца держит под прицелом. Между ними лежит труп мужчины в красном, который, по мнению Сиссэля, принадлежит ему. В то время как женщина находится в нескольких шагах от выстрела, его встречает такой же призрак, который обитает в лампе, называя себя Рэй (англ. Ray of light, букв. «Луч света»; в неофициальном русском переводе — Шатун), который убеждает Сиссэля помочь ему, говоря, что это поможет ему восстановить свои воспоминания. Рэй учит его, как использовать свои «призрачные уловки», которые включают в себя способность манипулировать объектами, а также способность перематывать время на четыре минуты до смерти человека, чтобы обратить её вспять. Кроме того, Рэй предупреждает Сиссэля, что его душа исчезнет к рассвету. В конце концов он спасает девушку и убивает мужчину, узнав, что девушку зовут Линн. Он узнаёт, что она расследует что-то важное, и объединяется с ней. На протяжении всей игры Сиссэль спасает многих, в том числе связанную девушку по имени Камила (в неофициальном переводе и японском оригинале — Канон), застреленную собаку по имени Ракета и неоднократно умирающую Линн. В конце концов Сиссэль узнаёт, что Линн, по-видимому, убила его.
Согласившись помочь Линн отсрочить казнь человека по имени Джоуд, Сиссэль отправляется в тюрьму. В конце концов ему удаётся совершить это, уничтожив электрический стул, который должен был использоваться для казни Джоуда, хотя в процессе он узнаёт, что его собственное лицо было нарисовано Джоудом в тюрьме. Затем Сиссэль должен спасти Камилу, дочь Джоуда, которая была похищена, чтобы заставить министра юстиции не отменять казнь. Пытаясь спасти её от похитителей, он узнаёт, что в какой-то момент она умерла и была спасена Ракетой, которая также снова умерла. На данный момент Сиссэль и Ракета работают вместе, чтобы спасать людей, при этом Ракета может менять местами объекты одинаковой формы. В конце концов Сиссэль обнаруживает, что его труп двигался, что заставляет Сиссэля задаться вопросом, его ли это тело.
Он также обнаруживает, что человек в, предположительно, его теле, которого также называют «кукловод», был причастен к делу 10-летней давности. 10 лет назад этот человек был арестован по подозрению в корпоративном шпионаже. Во время допроса он сбежал в парк Темсик (в неофициальном переводе и японском оригинале — Аштар), где взял юную Линн в заложниках. Хотя Джоуд утверждает, что он был ответственен за смерть этого человека, на самом деле тот был поражён осколком метеорита, что убило его и сделало его тело неуязвимым. Сиссэль, Ракета и Линн отправляются на подводную лодку Йоноа, где находится человек, заказавший убийство всех, кто участвовал в этом событии 10 лет назад. Кукловод вселился в похищенную Камилу и пытается убить Линн, но безуспешно. Сит, глава иностранной разведки, с которым таинственный кукловод совершил сделку, забирает осколок метеорита из тела и уплывает на меньшей подлодке, затапливая Йоноа и не выполняя условия сделки. Поняв, что его предали и бросили на тонущей подводной лодке, он помогает Сиссэлю и Ракете спасти Линн и Камилу и раскрывает, что его зовут Йомиэль.
Сиссэль, Ракета и Йомиэль поняли, что тело последнего физически умерло только тогда, когда из него извлекли околок метеорита. Все вместе возвращаются на 10 лет назад с целью изменить судьбу. Все трое работают вместе, чтобы предотвратить попадание куска метеорита в тело Йомиэля. Йомиэль манипулирует своим бессознательным телом и, спасая Линн, ранит себя. В этот момент Йомиэль раскрывает Сиссэлю истинную личность последнего — на самом деле Сиссэль был котом, который находился в парке 10 лет назад. Десять лет назад, когда Йомиэль обнаружил свои способности, данные ему метеоритом, он подобрал Сиссэля, заботясь о нём до событий начала игры. Йомиэль вселился в Линн и заставил её выстрелить в его тело, однако Линн боролась с воздействием Йомиэля, из-за чего первый выстрел не попал в тело Йомиэля. Оказалось, что пуля угодила в чемодан, в котором находился Сиссэль, что и убило его. Он также узнаёт, что Рэй на самом деле был Ракетой из альтернативной временной шкалы, где он вернулся на 10 лет назад и ожидал смерть Сиссэля, чтобы тот спас Линн и Камиллу. В конце концов, изменение прошлого привело к отмене всех событий, произошедших во время игры. Йомиэль (который только что отбыл тюремный срок), Ракета, Джоуд и Сиссэль (который становится домашним питомцем Джоуда и Камиллы) — все они сохранили свои воспоминания. Сиссэль также сохраняет свои способности, поскольку при изменении судьбы осколок метеорита попал в Сиссэля, вдобавок даруя ему способности Йомиэля (в которые входят неуязвимость и бессмертие).
Позже он появится как пасхальное яйцо в виде цвета костюма Феникса Райта в Ultimate Marvel vs. Capcom 3, а также в лицензированном веб-комиксе The Adventures of Dr. McNinja.

## Задумка и создание
Сиссэль был придуман Сю Такуми, руководителем проекта игры Ghost Trick: Phantom Detective. Он высокий и гибкий, со светлой кожей и светлыми волосами. Он одет в чёрные солнцезащитные очки, красные брюки, красный пиджак, чёрную майку, белый галстук, белый ремень и пару белых туфель. Сиссэлю дали солнцезащитные очки, чтобы он казался загадочным и, в некотором роде, показывал его амнезию. Сиссэль стал призраком из-за желания Такуми создать игру, в которой главный герой мог бы больше взаимодействовать и контролировать других персонажей. «В отличие от человека, — говорит Такуми, — призрак может взаимодействовать со всем, что его окружает». Такуми специально спроектировал Сиссэля так, чтобы он не мог манипулировать людьми; вместо этого он дал Сиссэлю возможность управлять предметами, поскольку было бы слишком просто иметь возможность напрямую управлять людьми. Он добавляет, что с этой способностью Сиссэль мог видеть «тайны, жизни, загадки и проблемы» персонажей. Поскольку Ghost Trick: Phantom Detective фокусируется на попытках Сиссэля восстановить память, каждый аспект персонажа должен быть секретом для игроков. До того, как из него решили сделать детектива, игра называлась «Призрачный шпион» (англ. Ghost Spy), где он выступал в качестве шпиона.
Он имеет сходство в дизайне с Фениксом Райтом, главным героем Phoenix Wright: Ace Attorney — отметили GamesRadar, конкретно указав на его «яркую одежду и угловатую стрижку». Это связано с тем, что Такуми верит в то, что персонаж более интересен, если он оставляет хороший силуэт. Такуми разработал Сиссэля с намерением оказать «длительное влияние», сославшись на яркие цвета своего дизайна. Сиссэль, как и другие персонажи, созданные Такуми, создан так, чтобы игрок мог ассоциировать себя с ним. Это достигается за счёт того, что он думает о том, о чём думает игрок. Такуми добавляет, что при разработке персонажей ему нравится вкладывать в них частичку себя.

## Критика
С момента появления в Ghost Trick Сиссэль получил в основном положительные отзывы. Eurogamer отметили сходство между Сиссэлем и другими персонажами видеоигр из-за его амнезии. Джо Джуба из Game Informer, однако, раскритиковал его, отозвавшись о нём как «потерпевший поражение как персонаж». Джуба особенно раскритиковал игру за использование амнезии в качестве «постоянного костыля». The Telegraph же похвалили Ghost Trick за то, что он заставил игроков ассоциировать себя с Сиссэлем. Они объяснили это тем, что его амнезия хорошо продумана, описав её как нечто большее, чем «приевшийся повествовательный костыль». The Telegraph добавили, что это приводит к тому, что Сиссэль становится более стойким. Adventure Gamers прокомментировали, что он «впечатляет своим ярко-красным костюмом и солнцезащитными очками, а его волосы зачёсаны назад, образуя один огромный светлый шип». Они добавили, что у него сложный характер, и без хорошего сценария его и других персонажей можно было бы отличить исключительно по «преувеличенным чертам» его дизайна. Video Gamer сравнили дизайн Сиссэля с дизайном Jedward, ирландского поп-рэп-дуэта. Они также отметили дизайнера Сю Такуми за то, что он сделал персонажа с амнезией более интересным, чем других в среде видеоигр. The A.V. Club описали его внешность как «Том Круз из 1980-х годов».